# فیلیپ بارتون مون
فیلیپ بارتون مون (انگلیسی: Philip Burton Moon؛ زاده ۱۷ مه ۱۹۰۷ درگذشته ۹ اکتبر ۱۹۹۴) یک دانشمند اهل بریتانیا بود. 